# Autumn Sonnichsen
Autumn Sonnichsen (Los Angeles) é uma fotógrafa norte-americana, que vive entre São Paulo e Nova Iorque. No Brasil, já fotografou para revistas Trip e Playboy.
Começou a fotografar ainda no colégio, na Flórida. Aos 16 anos saiu da casa da mãe e foi morar em Eureka, Califórnia. Chegou a estudar História da Arte, mas não concluiu. Depois mudou-se para Paris, e de lá para Berlim. Foi quando conheceu um fotógrafo de moda alemão e começou a trabalhar com ele como assistente. Quando saiu da Alemanha foi para Nova Iorque, voltou para Paris e logo em seguida para o Cairo, chegando finalmente ao Brasil.
Além do inglês, é fluente em português, espanhol, francês e alemão.